# 1764
Перша наукова революція •  Просвітництво • Глухівський період в історії Гетьманщини •  Російська імперія

## Геополітична ситуація
Султаном Османської імперії є Мустафа III (до 1774). Під владою османів перебувають Близький Схід та Єгипет, Середземноморське узбережжя Північної Африки, частина Закавказзя, значні території в Європі: Греція, Болгарія і Сербія. Васалами османів є Волощина та Молдова.
Священна Римська імперія охоплює, крім німецьких земель, Угорщину з Хорватією, Трансильванію, Богемію, Північну Італію, Австрійські Нідерланди. Її імператор — Франц I (до 1765). Марія-Терезія має титул королеви Угорщини. Королем Пруссії є Фрідріх II (до 1786).
У Франції править Людовик XV (до 1774). Франція має колонії в Північній Америці та Індії. В Іспанії — Карл III (до 1788). Королівству Іспанія належать південь Італії, Нова Іспанія, Нова Гранада та Віцекоролівство Перу в Америці, Філіппіни. У Португалії королює Жозе I (до 1777). Португалія має володіння в Бразилії, в Африці, в Індії, в Індійському океані й Індонезії.
На троні Великої Британії сидить Георг III (до 1820). Британія має колонії в Північній Америці, на Карибах та в Індії. Північ Нідерландів займає Республіка Об'єднаних провінцій. Вона має колонії в Північній Америці, Індонезії, на Формозі та на Цейлоні. Король Данії та Норвегії — Фредерік V (до 1766), на шведському троні сидить Адольф Фредерік (до 1771). На Апеннінському півострові незалежні Венеціанська республіка та Папська область. Король Речі Посполитої — Станіслав Август Понятовський (до 1795). У Російській імперії править Катерина II (до 1796).
Україну розділено по Дніпру між Річчю Посполитою та Російською імперією. Лівобережна частина розділена на Малоросійську та Новоросійську губернії. Посаду гетьмана ліквідовано. Нова Січ є пристановищем козаків. Існує Кримське ханство, якому підвладна Ногайська орда.
В Ірані фактично править династія Зандів при номінальному правлінні сефевіда Ісмаїла III.
Значними державами Індостану є Імперія Великих Моголів, Імперія Маратха. Зростає могутність Британської Ост-Індійської компанії. У Китаї править Династія Цін. У Японії триває період Едо.

## Події

### В Україні
- 2 квітня (22 березня) Київську губернію розділили на Малоросійську та Новоросійську губернії.
- 12 грудня російська імператриця Катерина II скасувала в Лівобережній Україні посаду гетьмана.
- Засновано Другу Малоросійську колегію.
- Кошовим отаманом Війська Запорозького обрано Пилипа Федоріва.
- У Києві вийшло «Положення про арсенальну команду», що стало початком великого підприємства «Арсенал».
- Перша писемна згадка про село Токи (нині Підволочиського району Тернопільської області)

### У світі
- 7 січня австрійські війська влаштували різню секеїв у Трансильванії.
- 19 січня Джона Вілкса вигнали з Британського парламенту за наклеп на короля Георга III.
- Дев'ять німецьких курфюрстів востаннє проголосували за римського короля — наступного імператора Священної Римської імперії, бо здоров'я Франца I занепадало. Курфюрсти проголосували за Йозефа II.
- 31 березня Росія та Пруссія підписали договір про оборонну співпрацю, а також про нагляд за порядком у Речі Посполитій.
- Конвокаційний сейм у Польщі обмежив «ліберум вето» та провів ряд інших реформ.
- 1 серпня підписано Ніагарську мирну угоду між британцями та 44 індіанськими племенами.
- 7 вересня королем Речі Посполитої обрано Станіслава Августа Понятовського.
- 22 жовтня війська Британської Ост-Індської компанії завдали поразки об'єднаним силам Мір Касіма, наваба Бенгалії та наваба Авда та падишаха Імперії Великих Моголів Шах Алама II у битві під Буксаром.
- У Російській імперії проведено секуляризацію церковних земель.

### Наука та культура
- Жозеф-Луї Лагранж описав лібрацію Місяця, пояснив, чому супутник Землі завжди повернений до нас одним боком. З цією метою він застосував принцип можливих переміщень, що було кроком на шляху до загальних рівнянь руху.
- Джозеф Блек описав поняття теплоємності та латентної теплоти.
- Джеймс Гарґрівз винайшов прядильну машину «Дженні».
- Медаль Коплі знову отримав Джон Кентон, цього разу за експериментальне доведення стисливості води.
- Жан-Жак Бартелемі розшифрував фінікійську мову.
- Абрахам Гіацинт Анкетіль-Дюперрон повернувся в Париж і подарував Королівській бібліотеці текст Занд Авести.
- Імануїл Кант опублікував «Зауваження щодо відчуття прекрасного та піднсеного».
- Вольтер видав «Філософський словник».
- Катерина II заснувала Смольний інститут — першу в Росії школу для шляхетних дівчат.

### Засновані
- Іркутська губернія
- Малоросійська губернія
- Новоросійська губернія
- Сент-Луїс
- Браунський університет

### Зникли
- Київська губернія (1708—1764)
- Слов'яносербія

## Народились
див. також Категорія:Народились 1764

## Померли
див. також Категорія:Померли 1764